# Верина, Галина Владимировна
Галина Владимировна Верина — российский учёный-юрист, доктор юридических наук, профессор кафедры уголовного и уголовно-исполнительного права Саратовской государственной юридической академии.

## Биография
В 1982 году окончила судебно-прокурорский факультет Саратовского юридического института им. Д. И. Курского.
Работает на кафедре уголовного и уголовно-исполнительного права Саратовской государственной юридической академии с августа 1982 года, вошла в состав Совета по защите докторских и кандидатских диссертаций при указанной академии. Преподаватель уголовного права.
Опубликовала более 100 научных работ, в том числе ряд монографических исследований, среди них: «Некоторые проблемы уголовно-правовой оценки преступлений против собственности граждан» (Саратов, 1993); «Преступления против собственности: проблемы квалификации и наказания» (Саратов, 2001); «Дифференциация уголовной ответственности за преступления против собственности: проблемы теории и практики» (Саратов, 2003), "Опыт прочтения уголовного закона России: размышления о сущем" (Саратов, 2015), "Фундаментальные понятия уголовного права России: актуальные проблемы" (Москва, 2018), учебное теоретическое пособие "Объект и предмет преступлений против собственности (история и современность) — (Саратов, 2010) и др.

### Основные направления научной деятельности
Разработала научное направление дифференциации уголовной ответственности за преступления против собственности и продолжает заниматься исследованием следующих проблем уголовного права: дифференциация уголовной ответственности, преступления против собственности, квалификация преступлений, уголовно-правовая охрана собственности, субъективная сторона преступления, понятие и цели наказания, система и виды уголовных наказаний, объект и предмет преступлений, дачный вандализм.

### Диссертационные исследования
В 1992 году Г. В. Верина на базе Саратовского юридического института им. Д. И. Курского при научном руководстве доктора юридических наук, профессора Р. Р. Галиакбарова защитила кандидатскую диссертацию по теме: «Квалификация преступлений против собственности граждан»; в 2003 году — в Саратовской государственной академии права докторскую диссертацию по теме: «Дифференциация уголовной ответственности за преступления против собственности: проблемы теории и практики» (научный консультант — доктор юридических наук, профессор Б. Т. Разгильдиев). Обе диссертации (кандидатская и докторская) подготовлены и защищены Г. В. Вериной по специальности 12.00.08 «Уголовное право и криминология; уголовно-исполнительное право».

## Публикации

### Авторефераты диссертаций
- Верина Г. В. Квалификация преступлений против собственности граждан: автореф. дис. ... канд. юрид.наук. — Саратов, 1991. — 25 с.
- Верина Г. В. Дифференциация уголовной ответственности за преступления против собственности: проблемы теории и практики: автореф. дис. ... д-ра юрид. наук. — Саратов, 2003. — 54 с. (3,5 п.л.)

### Монографические исследования и учебники
- Верина Г. В. Преступления против собственности: проблемы квалификации и наказания. — Саратов: СГАП, 2001. — 216 с. — ISBN 5792401721.
- Верина Г. В. Дифференциация уголовной ответственности за преступления против собственности: проблемы теории и практики. — Саратов: СГУ, 2003. — 336 с. — ISBN 5292030643.
- Верина Г. В. Некоторые проблемы уголовно-правовой оценки преступлений против собственности граждан. — Саратов: СЮИ, 1993. — 189 с.
- Российское уголовное право. Общая часть: Учебник / ред. Р. Р. Галиакбаров. — Саратов: СЮИ, 1994.
- Российское уголовное право. Общая часть: Учебник / ред. Р. Р. Галиакбаров. — Саратов: СГАП, 1997.
- Уголовное право Российской Федерации. Особенная часть: Учебник / ред. Б. Т. Разгильдиев, А. Н. Красиков. — Саратов, 1999.
- Уголовное право России: курс лекций: в 6 томах / ред. Б. Т. Разгильдиев. — Саратов: СГАП, 2008. — Т. 2.
- Верина Г. В. Объект и предмет преступлений против собственности (история и современность): учебное пособие. — Саратов: СГАП, 2010. — 120 с.
- Верина Г. В. Проблемы российского уголовного права (теория и правоприменение). — Саратов: Издательский Центр «Наука», 2013. — 226 с.
- Верина Г.В. Опыт прочтения уголовного закона России: размышления о сущем: монография. Саратов: ИЦ "Наука", 2015. - 122 с. Объем 7,75 п.л. ISBN 978-5-9999-2510-7
- Верина Г.В. Фундаментальные понятия уголовного права России: актуальные проблемы: монография. М.: Юрлитинформ, 2018. - 200 с. Объем 12.5 усл. п. л. ISBN 978-5-4396-1679-4